# Cohesie (taalkunde)
Cohesie is de syntactische samenhang van zinnen in geschreven en gesproken tekst. Hierbij gaat het dus om bepaalde uiterlijke elementen van de tekst, zoals tempi, voornaamwoorden en deixis en niet of althans niet in de eerste plaats om de inhoud, zoals wel het geval is bij coherentie.
Cohesie kan verder worden onderverdeeld in grammaticale cohesie - die alles omvat wat met zinsbouw, fonologie, fonetiek, morfologie, semantiek en pragmatiek te maken heeft - en lexicale cohesie.
Cohesie is als onderdeel van de tekstlinguïstiek met name onderzocht door Wolfram Bublitz. Volgens taalkundigen M.A.K. Halliday en Ruqaiya Hasan berust cohesie binnen teksten niet alleen op syntactische maar ook op semantische relaties. Ze onderscheiden vijf talige elementen met behulp waarvan cohesie kan worden gecreëerd:
- Verwijselementen naar iets wat elders in de tekst genoemd wordt, ofwel endoforen die verder worden onderverdeeld in anaforen en kataforen, of naar iets buiten de tekst wat niet nader geïdentificeerd wordt. Deze exoforen komen minder vaak.
- Ellips ofwel weglating.
- Substitutie, het vervangen van een woord door een speciaal verwijzend element zoals die/dat (daar). Dergelijke vervangende elementen onderscheiden zich van gewone anaforen doordat ze meer dan alleen een verwijsfunctie hebben.
- Lexicale cohesie, het in elkaars verband gebruiken van woorden die geheel of gedeeltelijk naar hetzelfde verwijzen (synoniemen, metaforen, hyperoniemen en hyponiemen), of anderszins door hun betekenis met elkaar te maken hebben (tot eenzelfde woordveld behoren). In Lexicale cohesie is voor een deel hetzelfde als substitutie.
- Conjunctie, het gebruik van hoofd- en bijzinnen en voegwoorden.